# Clorargirita
La clorargirita és un mineral de la classe dels halurs que pertany i dona nom al grup de la clorargirita. Fou descrita per primer cop el 1565, a partir d'un exemplar trobat al districte de Marienberg a les Muntanyes Metal·líferes d'Alemanya, i el seu nom fa al·lusió a la composició química de clorur i argent. També va ser coneguda amb els noms 
cerargirita, ostwaldita, argiroceratita o plata còrnia.

## Característiques
Químicament és un compost de clorur d'argent, amb fórmula AgCl. Cristal·litza en el sistema cúbic formant petits cubs o crostes i masses còrnies de plasticitat semblant a la cera. És de color blanc en estat fresc, i extremament sensible a la llum, que l'acoloreix de gris, violeta i negre. Té duresa 2,5 a l'escala de Mohs i densitat 5,56 g/cm³. És soluble en amoníac i es fon amb facilitat produint argent.
Segons la classificació de Nickel-Strunz la clorargirita pertany a «03.AA - Halurs simples, sense H₂O, amb proporció M:X = 1:1, 2:3, 3:5, etc.» juntament amb els següents minerals: marshita, miersita, nantokita, iodargirita, tocornalita, bromargirita, carobbiïta, griceïta, halita, silvina, vil·liaumita, salmiac, lafossaïta, calomelans, kuzminita, moschelita, neighborita, clorocalcita, kolarita, radhakrishnaïta, challacolloïta i hephaistosita.

## Formació i jaciments
És un mineral secundari que apareix a la zona d'oxidació dels jaciments de minerals d'argent, especialment en les regions àrides. Generalment es dona associada amb uns altres minerals secundaris d'argent. Els que apareixen associats a la clorargirita més comunament són: wulfenita, carinthita, pelagita, plata, piromorfita, malaquita, limonita, jarosita, iodargirita, cerussita, bromargirita i atacamita. Als territoris de parla catalana ha estat descrita a la pedrera Berta (Sant Cugat del Vallès-El Papiol, Vallès Occidental-Baix Llobregat), a la mina Ramona (Bellmunt del Priorat, Priorat) i a la mina Balcoll (Falset, Priorat).

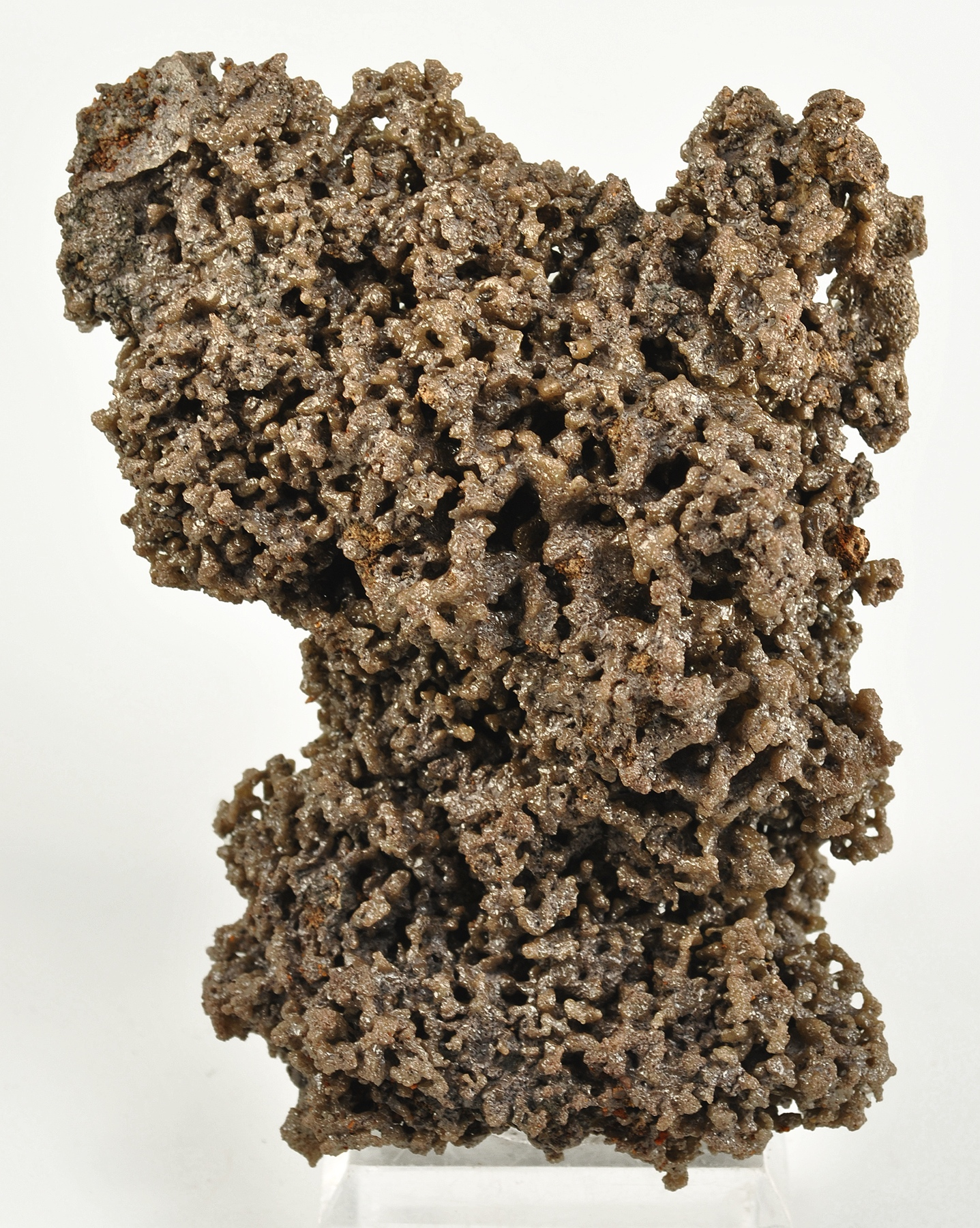
Exemplar d'embolita, varietat amb brom de clorargirita

## Varietats
Són descrites tres varietats de clorargirita:
- Embolita, o clorargirita bròmica, una varietat que conté brom descrita originàriament a la mina Colorado, Copiapó, Xile.[6]
- Buttermilcherz, una varietat col·loidal barrejada amb capes de silicats.[7]
- Iodobromita, o iode-brom-clorargirita, un halur d'argent que conté quantitats substancials de clor, brom i iode.[8]